# スポート (雑誌)
スポート（SPORT）は、かつてアメリカ合衆国で発行されていた月刊のスポーツ雑誌である。1946年9月に創刊された。SPORTは、カラー写真を多用した雑誌の先駆者であり、創刊号では8枚のフルカラーの写真が掲載されていた。
SPORTは『スポーツ・イラストレイテッド』（SI誌）よりも8年も前に創刊されており、スポーツ雑誌にいくつかの編集上の革新をもたらし、1955年には「SPORT賞」(SPORT Magazine Award)を創設したことでも知られている。SPORT賞は、当初、野球のワールドシリーズの最優秀選手(MVP)に贈られていた（第1回受賞者はブルックリン・ドジャースのジョニー・ポドレス）が、その後、他の北米3大チームスポーツのMVPにも贈られるように拡大された。しかし、SPORTとSI誌の最も大きな違いは、SPORTがSI誌のような週刊誌ではなく、月刊誌であったということである。
SPORTは創刊から2000年8月まで、発行社を変えながら継続的に発行されていたが、最後の発行社であるイギリスの出版社EMAP社が、採算の取れないこの雑誌を休刊する決断を下した。

## 歴史

### 1946年–1960年代
SPORTは、1946年9月にベルナール・マクファデン率いるマクファデン出版によって創刊された。創刊号の表紙はジョー・ディマジオだった。
SPORTは、初の全米で発売されるスポーツ出版物というだけでなく、その編集の革新性においても新境地を切り開いた。当時のSPORTは、雑誌スタイルのスポーツジャーナリズムの市場を事実上独占しており、創刊編集者アーネスト・ヘインのもとで、これまでにない、当時の英雄たちの舞台裏を垣間見るというブランドを開拓しました。重視したのは、ゲームやチームではなく、その下にある人間ドラマの要素だった。タイム社が『スポーツ・イラストレイテッド』を創刊するまでは、SPORTが北米のスポーツ雑誌の代表だった。
SPORTが行った編集上の工夫の数々、例えば巻頭のトークダイジェスト、巻末の長編の特集記事、その週のスターのフルページ・カラー写真の使用などは、1954年に創刊された『スポーツ・イラストレイテッド』がそのまま採用した。実際、タイム社は「SPORT」の名前を買収しようとしたが、最終的には20万ドルに達したオファーにマクファデンは耳を貸さなかった（ただし、後に別の会社に5万ドルで売却している）。タイム社はその代わりに、以前に休刊し、パブリックドメインとなっていた「スポーツ・イラストレイテッド」の名称を使用した。
1946年9月の創刊以来、初期のライバルだった『スポーティングニュース』(The Sporting News)が新聞紙に印刷された週刊紙であったこともあり、SPORTはその分野で成功を収めてきた。誌面には、グラントランド・ライス、ジョン・ラードナー、ダン・ダニエル、ロジャー・カーン、そしてこの雑誌の編集者であるディック・シャープらによる刺激的な文章と、オジー・スウィート、ジョージ・ヘイヤー、マービン・ニューマン、ハイ・ペスキン、マーティン・ブルーメンソールらによるスポーツの写真が掲載されていた。SPORTは四半世紀ほどの間繁栄を続け、SI誌は収益性を追求し、観戦型スポーツと参加型スポーツの適切な配分を見つけるのに苦労した。

#### SPORT賞
1955年、ワールドシリーズの最優秀選手に対して贈られる「SPORT賞」を創設した。後に、北米の4大チームスポーツの全てにおけるポストシーズンのMVPに拡大された。

### 1970年代
しかし、1970年代初頭には、マクファデン社は衰退し、SPORTは最終的にダウン・コミュニケーションズ(Downe Communications)に売却された。1976年には、ダウン社は発行する雑誌とともにチャーター・カンパニー(The Charter Company)に買収された。ダウン社とチャーター社の下では、編集の方向性が定まらず、SPORTの発行部数は減少していった。

### 1980年代
1980年、SPORTはチャーター社からコーポレート＆インベスター・リレーションズ担当副社長のパーク・ビーラー(Park Beeler)によって買収され、新設のMVPスポーツ社(MVP Sports, Inc.)によって発行されることとなった。ビーラーは速やかにSPORTの人事を再編成し、ダウン社で発行者を務めていたドン・ハンラハン(Don Hanrahan)を復帰させた。ビーラーとハンラハンは直ちに、スポーツニュースを取り上げるのではなく、「スポーツの深み」をテーマにした編集と発行部数の再配置という戦略的な計画を実行した。彼らはまた、スーパーボウル、ワールドシリーズ、スタンレー・カップ、NBAチャンピオンシップシリーズのMVP賞を授与するというSPORTの歴史的な役割を確固たるものにした。発行部数の慣行を改善し、再検証した。これにより、雑誌とその広告基盤は急速に復活した。ビーラーはMVPスポーツ社をダラスのレイモンド・ハント(Raymond Hunt)に売却した。ハントはMVPスポーツ社を、彼が保有する既存の出版社で、『D (雑誌)』を発行するサウスウエスト・メディアに統合した。サウスウエスト社の社長のウィック・アリソンは、『スポーツ・イラストレイテッド』の副編集長のデビッド・バウアー(David Bauer)を編集長として迎え入れた。ハンラハンが出版者に、バウアーが編集長に就任したことで、SPORTは「スポーツの深み」をテーマにデザインと編集内容を大幅に改善し、数年ぶりに黒字化を達成した。ハンラハン、アリソン、バウアーは数年後に他のプロジェクトに異動になった。1988年、この雑誌はピーターセン出版社に売却された。ピーターセン出版は、ロサンゼルスのオフィスから月刊誌としてSPORTを発行し続けた。

### 1990年代-2000年
1997年、SPORTは、メディア業界のベテランであり、ピーターセン出版社の新しいオーナーであるジム・ダニング(Jim Dunning)、ニール・ヴィタール(Neal Vitale)、クレイス・バーレンバーグ(Claeys Bahrenburg)によって再創刊された。彼らは編集拠点をロサンゼルスからニューヨークに戻し、ノーブ・ギャレット(Norb Garrett)を編集長として雇った。ギャレットは、編集方針の積極的な見直しを主導した。1997年から2000年にかけて、SPORTの編集チームは、アスリートとその人道的努力を称える"Heroes of Sport"、スポーツ界の最高・最低の契約内容を毎年リストアップする"Bargains and Bandits"など、様々な革新的なプラットフォームを立ち上げた。1998年6月、ピーターセン出版はセンチュリー出版から『インサイド・スポーツ』誌を買収し、その内容をSPORTに編入した。合計の発行部数は100万人を超えた。
1999年にピーターセン出版がイギリスの出版社EMAPに売却された。

#### 『SPORT』の終焉
2000年8月、EMAP社の判断により、54年間、10人の異なるオーナーの下で発行されてきたSPORTは休刊となった。
SPORTの終焉を多くの人が嘆いた。アレン・バーラは、Salon.comに次のように書いている。「大見出しにはなりませんでしたが、SPORTの死のニュースは、アメリカのスポーツ雑誌の中でも最も偉大なものを覚えている年配の人たちにとっては、喉にしこりを感じたに違いありません。……スポーツ・イラストレイテッドは偉大でしたが、毎晩ハイライトを見ることができない時代には、SIはニュースのために読まれ、SPORTは振り返りのために読まれていました。」そして、競争力のある雑誌業界としては珍しく、SI誌自身がSPORT誌に敬意を評して特集記事を掲載した。その記事は、次の文章で始まっていた。「先週、街の床屋が閉店した。そこは、学校や友達の家は別にして、一番の場所であり、お母さんが送り迎えしてくれるところだった……。」
2015年、SPORTはトム・フィカラとTVSテレビネットワークによって、時々印刷版が発行される電子雑誌として再発足した。現在はTVSマガジンズ・ドットコムがSPORTを発行している。

## SPORTコレクション
SPORTの数万点に及ぶ写真やイラストからなる雑誌のアーカイブを元として、カナダ・オンタリオ州トロントにあるSPORTギャラリーにSPORTコレクションが設立された。

## 出版社
| 年        | 出版社                                                                  |
| --------- | ----------------------------------------------------------------------- |
| 1946–1961 | マクファデン出版(Macfadden Publications)                                |
| 1961–1975 | バーテル出版(Bartell Publishing)                                        |
| 1975–1976 | ダウン・コミュニケーションズ(Downe Communications)                      |
| 1978–1980 | チャーター・カンパニー(Charter Company)                                 |
| 1980–1981 | MVPスポーツ(MVP Sports, Inc.)                                           |
| 1981–1988 | サウスウェスト・メディア・コーポレーション(Southwest Media Corporation) |
| 1988–1998 | ピーターセン出版(Petersen Publishing)                                   |
| 1998–2000 | EMAP                                                                    |